# Koralpe
Koralpe (slovinsky Golica nebo slovinsky Gola planina), označované také jako Koralm, je pohoří v jižním Rakousku, které odděluje východní Korutany od jižního Štýrska. Jižní části pohoří zasahuje i do Slovinska. Má směr od severu k jihu, je odvodňováno řekou Lavant na západě a řekou Sulm na východě. Jeho nejvyšším bodem je vrchol Großer Speikkogel (2140 m n. m.), oblíbená turistická destinace a zároveň místo pro vojenský přehledový radar vzdušného prostoru. Na jihu ve slovinské části sousedí s pohořím Kozjak.
Koralpe se skládají převážně z přeměněných hornin a některé jeho části jsou v popředí zájmu geologů a sběratelů polodrahokamů. V místě Weinebene a jeho okolí (také vyhledávaná rekreační a turistická oblast) se vyskytují pegmatické vrstvy, které obsahují významné množství spodumenu, takže tato oblast je největší známým naleziště lithia v Evropě. Křemen a živec spolu s hustými lesy sloužily v dřívějších dobách jako základ pro sklářský a porcelánový průmysl.
V současnosti je výstavbě nová železnice, Koralmská dráha, která pomocí Koralmského tunelu pod Koralpe do roku 2022 propojí dvě hlavní města spolkových zemí Klagenfurt a Graz.